# Asnu Wañusqa
De Asnu Wañusqa is een berg in Peru. De berg heeft een hoogte van 4.800 meter en maakt deel uit van het Andesgebergte.